# 西森拓
西森 拓（にしもり ひらく、1959年8月 - ）は、日本の物理学者。明治大学大学院先端数理科学研究科教授。高知県生まれ。
1995年から1998年まで茨城大学の助教授を、1998年から大阪府立大学で助教授を、2006年から広島大学で教授を務めたのち、2020年からは明治大学で教授職。シュレディンガー音頭の考案者として知られている。

## 略歴
- 東京理科大学理学部（1984年卒業）
- 東北大学大学院理学研究科修士課程（1986年修了）
- 東京工業大学大学院理工学研究科博士課程（1989年修了）

## 専門
- 物性基礎論
- 非線形・非平衡系の動力学
- 現象数理学